# Urakusai Nagahide
Urakusai Nagahide est un nom japonais traditionnel ; le nom de famille (ou le nom d'école), Urakusai, précède donc le prénom (ou le nom d'artiste).
Urakusai Nagahide (有楽斎　長秀) est un dessinateur japonais d'estampes sur bois de style ukiyo-e actif de 1804 à 1848 environ. Il est aussi connu sous les noms Yūrakusai Nagahide (有楽斎　長秀), Nakamura Nagahide (中邑　長秀 ou 中村　長秀), Chōshū (長秀) et Chōshūsai (長秀斎). “Nagahide” et “Chōshū” sont écrits avec le même kanji. La terminaison  “sai” signifie studio ou salle et s'ajoute ou s'omet selon leur gré par beaucoup d'artistes japonais.  
Nagahide travaille à Kyoto et à Osaka. Ses premières impressions ressemblent à celles de  son maître Ryūkōsai Jokei mais sont également influencées par Shōkōsai Hanbei. Comme un changement radical est intervenu dans le style de Nagahide, certains spécialistes pensent que l'ensemble de l'œuvre signée « Nagahide » est peut-être en réalité dû à deux artistes différents. Des années 1810 aux années 1830, Nagahide est le plus prolifiques des dessinateurs d'impressions au pochoir (kappazuri) qui représentent le défilé costumé annuel du district de Gion à Kyoto, et il continue à produire des kappazuri longtemps après que les impressions pleine couleur (nishiki-e) sont devenues la norme pour les estampes sur bois. Nagashige, Hidekatsu, Hidekuni, Hidemari et Naniwa Nagakuni font partie de ses élèves.